# Rajania wrightii
Rajania wrightii är en enhjärtbladig växtart som beskrevs av Edwin Burton Uline och Reinhard Gustav Paul Knuth. Rajania wrightii ingår i släktet Rajania och familjen Dioscoreaceae. Inga underarter finns listade i Catalogue of Life.